# Daniel Hough
Daniel Hough (c. 1825
 – 14 de abril de 1861) fue un soldado estadounidense nacido en Irlanda que se convirtió en el primer hombre en morir en la guerra civil estadounidense. Su muerte fue accidental, causada por un cañón que explotó prematuramente durante una salva a la bandera después de la batalla de Fort Sumter. Hough era un inmigrante irlandés, nacido en el condado de Tipperary.

## Primeros años de vida
Daniel Hough nació en el condado de Tipperary, Irlanda, c. 1825
. Después de emigrar a los Estados Unidos desde Irlanda, Hough se alistó como soldado raso en el Ejército de los Estados Unidos, donde fue destinado a la Batería D del 1.er Regimiento de Artillería. Después de reengancharse en Fort Moultrie en 1859, Hough fue destinado a la Batería E del mismo regimiento. En enero de 1861, la Batería E fue trasladada a Fort Sumter en el puerto de Charleston, donde permaneció hasta la batalla de Fort Sumter.

## Fallecimiento
El 12 de abril de 1861, Fort Sumter fue atacado. Se desconoce dónde sirvió Hough durante la batalla, pero salió ileso junto con el resto de la guarnición y estuvo presente el 14 de abril durante la salva a la bandera realizada con 100 cañones después de la rendición. Hough fue asignado al cañón 47 de la salva. Poco después de que Hough hubiera cargado el arma, preparándose para disparar, una chispa en el cañón del arma hizo estallar el cartucho. El cañón explotó, arrancándole el brazo derecho a Hough y matándolo casi instantáneamente, además de detonar la munición almacenada junto al cañón. Otros cinco soldados, incluido Edward Galloway, resultaron heridos (Galloway moriría a causa de sus heridas cinco días después en un hospital). La salva prevista se redujo a cincuenta disparos.
Aunque Hough fue enterrado en el patio de armas de Fort Sumter durante la rendición, se desconoce donde se encuentran sus restos. Los posibles destinos son el cementerio de Fort Moultrie o el cementerio de San Lorenzo, en Charleston. Alternativamente, sus restos podrían haber sido destruidos durante el asedio de Charleston mientras aún estaban en Fort Sumter.

## En la cultura popular
El 7 de octubre de 2012, se emitió en la radio Tipp FM de Irlanda un documental titulado What the Hough: The First Casualty of the American Civil War was a Tipperary Soldier producido por Tom Hurley. El documental Intentaba averiguar los antecedentes del soldado Daniel Hough investigando su historia tanto en Irlanda como en Estados Unidos.  Reveló que lo más probable es que Hough viniera del área de Borrisokane del condado de Tipperary.